# Baou de Saint-Jeannet
Le baou de Saint-Jeannet est une montagne (appelée localement un baou), de 802 mètres d'altitude. Il est situé dans les Préalpes de Grasse, sur le territoire de la commune de Saint-Jeannet, dans le département des Alpes-Maritimes.
Le baou a la particularité d'être visible depuis une très large portion de la zone côtière de la région niçoise, et de présenter des falaises calcaires abruptes et largement reconnaissables, ce qui en fait un point de repère visuel typique de la région. C'est un lieu réputé pour la randonnée et pour l'escalade rocheuse, où de grands noms de ce sport se sont succédé. Ce territoire occupé par l'homme dès le Paléolithique, accrochant le regard, a par la suite inspiré de nombreux peintres, dès le XVIIIe siècle.

## Toponymie
Le mot provençal baou, signifie « rocher escarpé, dont le sommet est plat, falaise, promontoire » selon Frédéric Mistral. Cette dénomination et ses dérivés (bau, baus, bausse...) se rencontre fréquemment dans la partie sud de la France correspondant à la zone de langue occitane. Les exemples ne manquent pas, comme le Baou de Quatre Ouro près de Toulon ou le Baou Béni dans les gorges du Verdon.

## Géographie

### Situation
La baou fait partie du massif des Préalpes de Grasse. Il domine la basse vallée du Var, jusqu'à l'embouchure du fleuve dans la mer Méditerranée. Son plateau surplombe de plus de 300 mètres le village de Saint-Jeannet, situé en contrebas de ses falaises. Il est entouré du baou de La Gaude (796 m) à l'est, ainsi que des baou des Noirs (677 m) et baou des Blancs (673 m), au sud-est. Les quatre baous n'étant distant que de quelques kilomètres les uns des autres.
Le profil du baou est caractéristique de la Côte d'Azur. Il est visible depuis de nombreux sites du littoral, notamment dans l'axe de la vallée de la Cagne, à Cagnes-sur-Mer.
Au XXIe siècle, la ligne de falaises du baou est l'interface entre un plateau, zone d'élevage relativement déserte, et le littoral, densément peuplé.

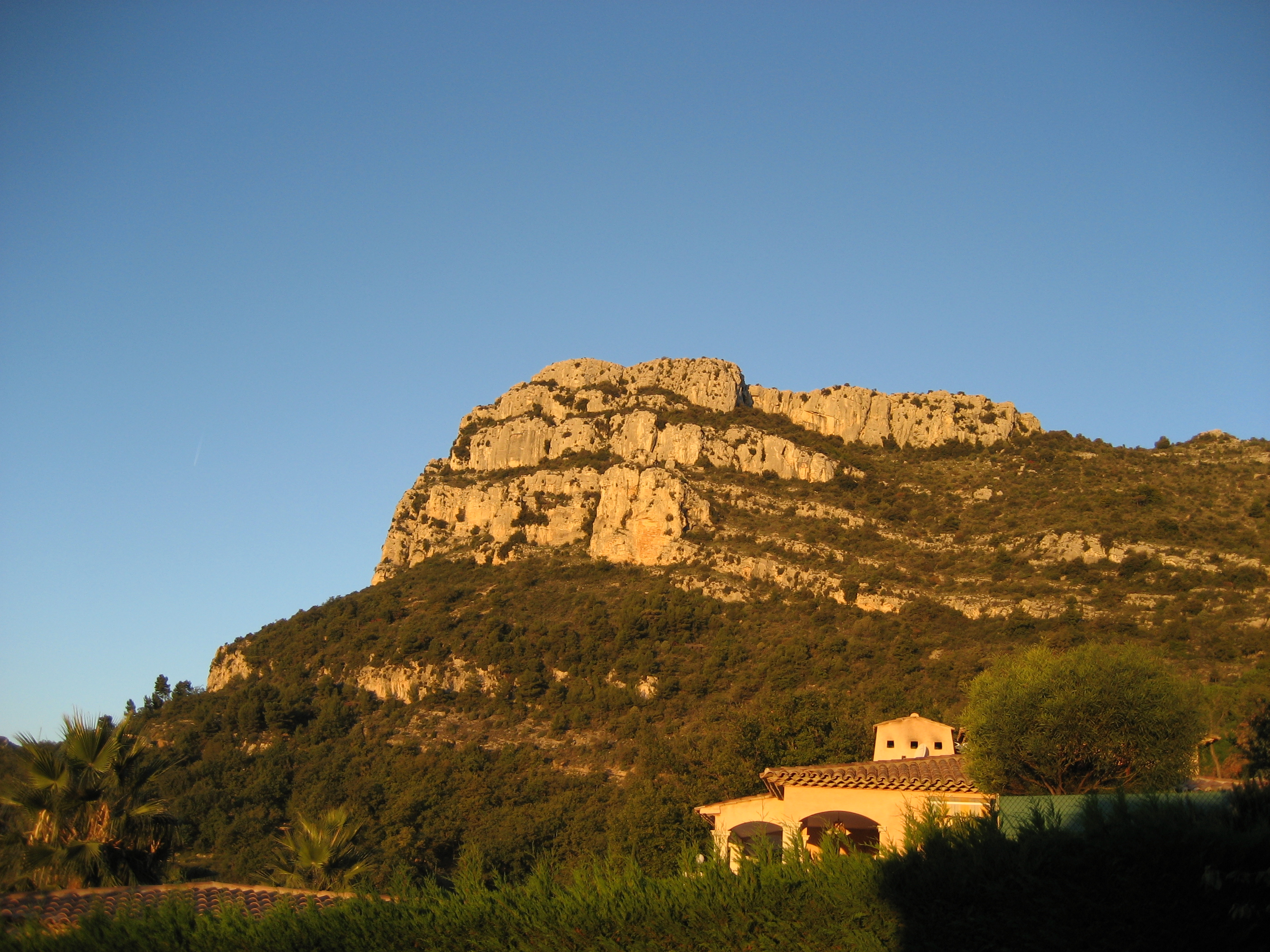
Le baou vu de l'est.
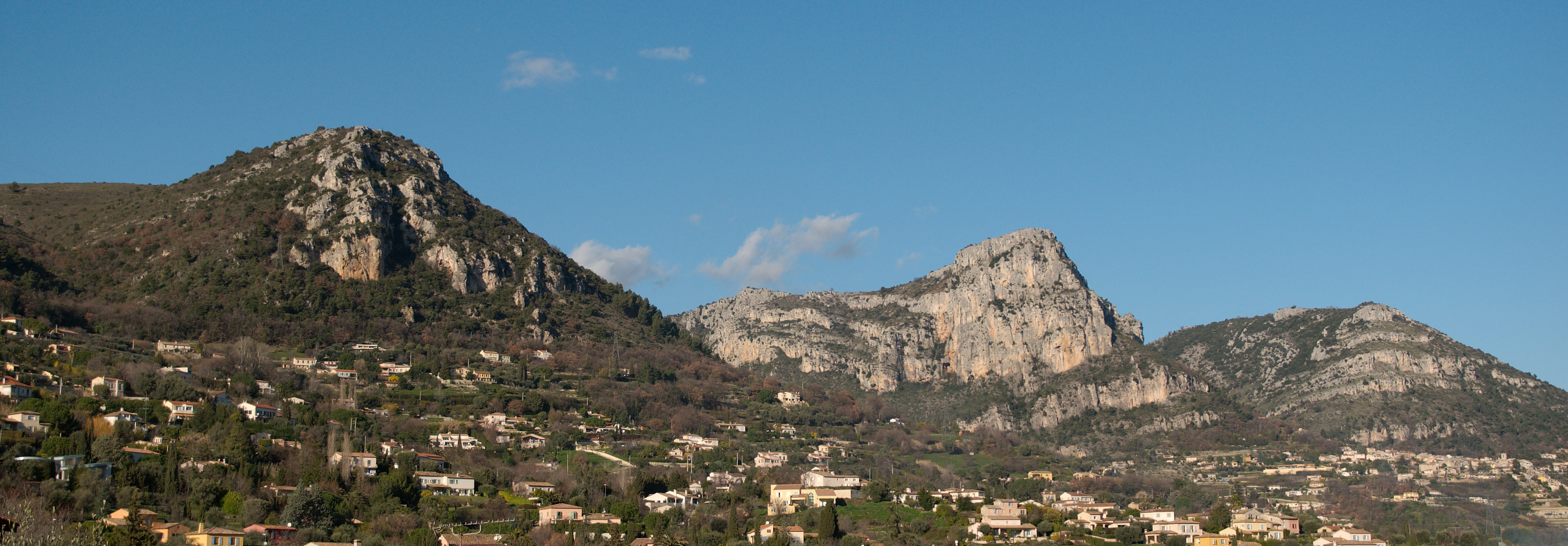
Baou des Noirs, baou de Saint-Jeannet (au centre) et baou de La Gaude.
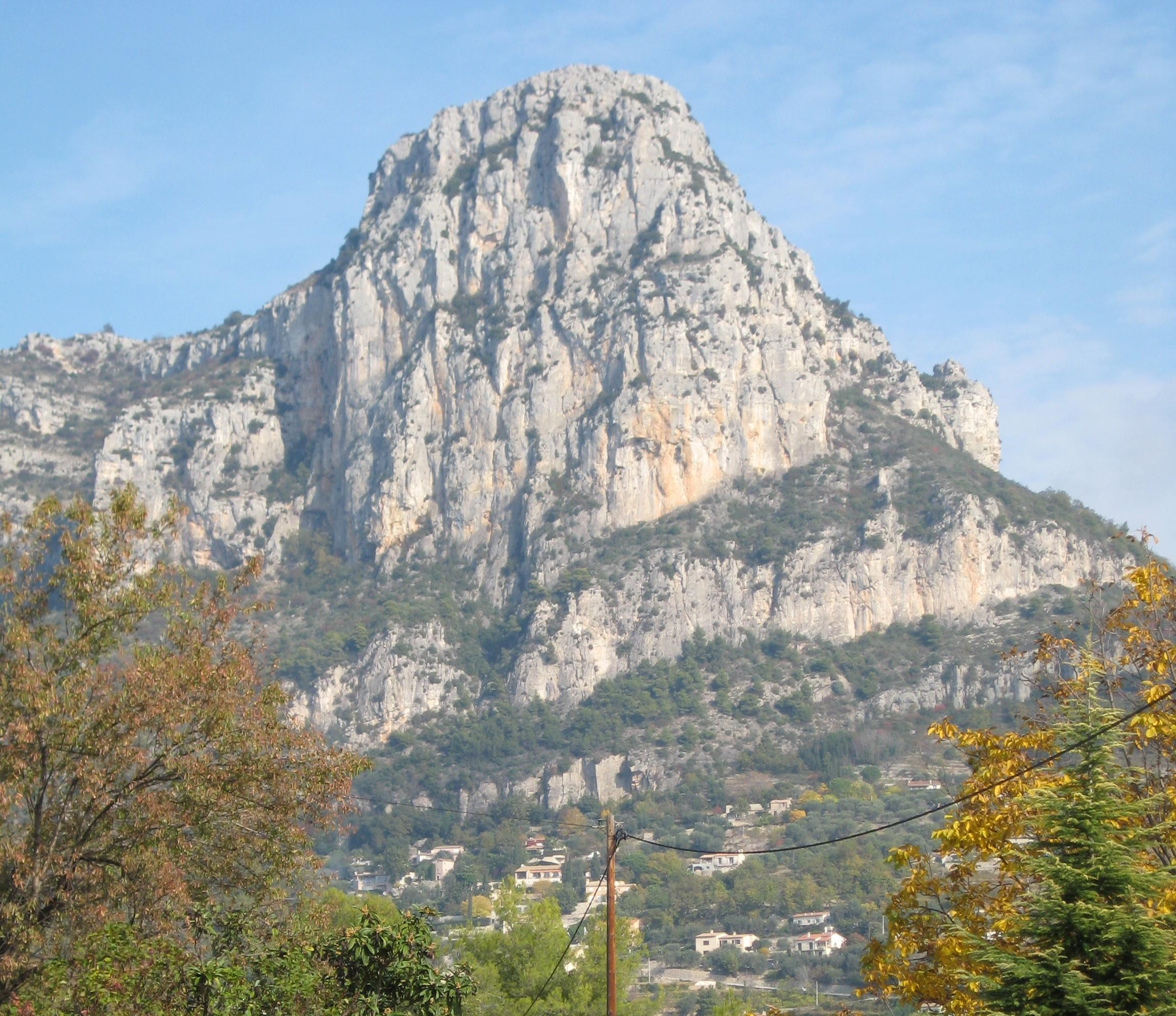
Le baou vu de l'ouest.
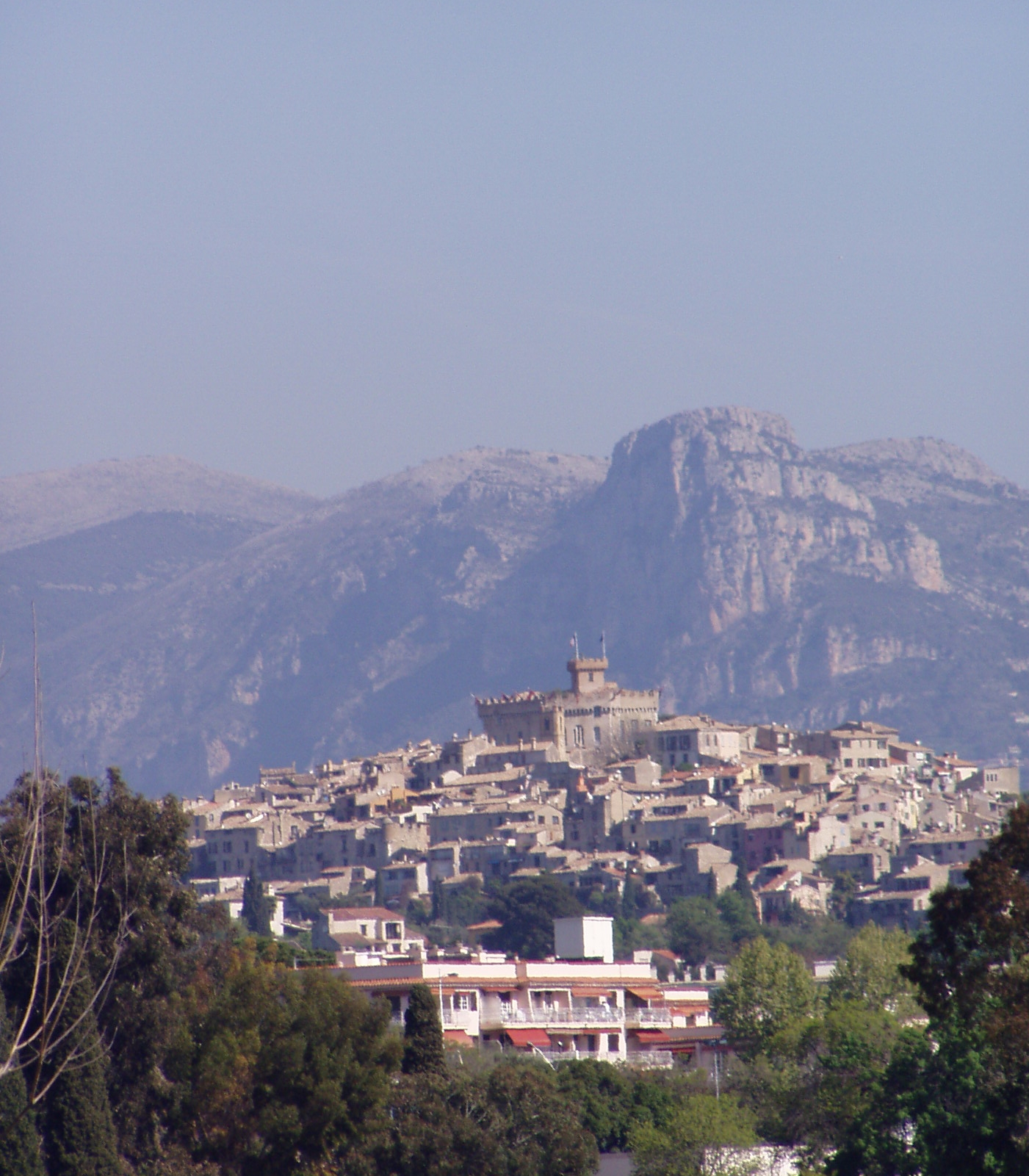
Le baou vu depuis Cagnes.

### Géologie
Le baou est constitué de roches jurassiques, assises sur des sédiments du Miocène, d'âge plus récent. Cette anomalie est due à un chevauchement engendré par la tectonique alpine.
La rive droite du Var est constituée d'un plateau karstique, séparé du relief côtier de collines par des escarpements abrupts ; le Baou de Saint-Jeannet constitue, avec le Baou de la Gaude, l'extrémité orientale de cet escarpement. À son pied coule la Cagne.
Le baou est essentiellement composé de roches calcaires.

### Faune et flore

#### Flore
Les grandes falaises du baou étant exposées au sud, on y rencontre une flore particulièrement thermophile. Celles-ci abritent l'association végétale de l'Asplenio glandulosi (ou Asplenio petrarchae) avec Campanuletum macrorhizae,, ainsi que des espèces patrimoniales comme le Lavatère maritime (Malva subovata) ou le Chou des montagnes (Brassica montana). On trouve également des matorrals à Genévrier rouge (Juniperus phoenicea) sur les pentes rocheuses et au pied des falaises, lequel s'associe au Chêne vert dans les fissures rocheuses. Sur le sommet du baou, des lapiaz abritent notamment la Dauphinelle fendue (Delphinium fissum) et la Fraxinelle (Dictamnus albus). À l'entrée de la grotte Saint-Michel, située au pied du baou, on trouve de l'Orpin odorant (Rhodiola rosea), espèce endémique des Alpes du sud occidentales, et donc ici en limite sud de son aire de distribution. L'un des intérêts majeur du site réside dans la présence de la Nivéole de Nice (Acis nicaeensis), espèce endémique des Alpes-Maritimes, qui croît dans les garrigues et les pelouses ouvertes. En outre, la zone présente un grand intérêt pour la bryoflore, avec la présence en abondance de Mannia triandra, protégée, et d'autres espèces rares comme par exemple les mousses Crossidium aberrans, Orthotrichum philibertii, et les hépatiques Riccia trabutinana et Plagiochasma rupestre.

#### Faune
L'intérêt biologique de la faune de ce territoire est assez marqué, avec 13 espèces animales d'intérêt patrimonial, dont 3 sont déterminantes.
Les mammifères sont représentés par le Grand Rhinolophe (Rhinolophus ferrumequinum), une espèce de chauves-souris déterminante et menacée, qui se trouve en déclin dans la région, thermophile et chassant dans les bocages et les paysages karstiques riches en broussailles.
Chez les oiseaux, sont présents le Faucon pèlerin (Falco peregrinus), rapace diurne rupestre, rare et déterminant, mais aujourd'hui à nouveau en augmentation, le Grand-duc d'Europe (Bubo bubo), espèce remarquable rupicole, qui se nourrit préférentiellement dans les terrains dégagés proches des falaises où il niche généralement, la Chevêche d'Athéna (Athene noctua), espèce remarquable de milieux semi-ouverts, d'affinité méridionale, en déclin général, la Pie grièche méridionale (Lanius meridionalis), espèce remarquable de milieux ouverts et semi ouverts, en régression à l'heure actuelle, la Pie grièche écorcheur (Lanius collurio), espèce remarquable de milieux ouverts et semi ouverts, en régression à l'heure actuelle, le Bruant fou (Emberiza cia), passereau remarquable d'affinité à la fois méridionale et montagnarde et le Bruant ortolan (Emberiza hortulana), espèce remarquable xérothermophile des milieux ouverts et semi ouverts, en nette régression en France depuis 1950. Signalons également la présence du Circaète Jean-le-Blanc (Circaetus gallicus), de l'Alouette lulu (Lullula arborea) et du Monticole bleu (Monticola solitarius).
Chez les reptiles, le Lézard ocellé (Timon lepidus) est une espèce déterminante d'affinité méditerranéenne des milieux ouverts, rocailleux et ensoleillés, d'intérêt patrimonial.
Enfin, il existe un déficit de connaissance chez les arthropodes et les mollusques : aucune espèce patrimoniale n'est référencée sur le territoire du baou, par manque de prospection ciblée.

## Histoire

### Préhistoire et Antiquité
Depuis le début du XXe siècle, les fouilles archéologiques approfondies des collines occidentales de Nice ont permis de découvrir un nombre important de stations de plein air datant du Paléolithique.
La station des Colles en particulier, située entre les communes de Saint-Jeannet et de La Gaude, est interprétée comme un site d'essayage de silex. Des outils découverts sur la zone permettent de dater l'occupation comme certaine au Paléolithique supérieur, et probable au Paléolithique moyen.
Des sites à proximité immédiate du baou de Saint-Jeannet, comme l'oppidum du baou des Noirs, témoignent d'une occupation non romanisée de la zone, durant l'âge du bronze et l'âge du fer. Des outils et des bijoux y ont été retrouvés.

### Moyen Âge
La bergerie du Castellet, fief seigneurial situé sur les escarpements arides au nord-ouest du baou, est présente dans les archives de la commune de Saint-Jeannet dès le XIIIe siècle. Durant les siècles suivants, l'exploitation de la forêt du Castellet fait l'objet de réglementations changeantes et bien documentées tout comme leur impact sur la vie des sujets locaux.

### Époques moderne et contemporaine
Le jas de Barrière, constitué d'une bergerie et de son aire de battage, témoigne d'une activité agropastorale remontant au moins à 1700. Des enclos et murs en pierres sèches y sont relativement bien conservés.
Lieu principal de peuplement et de communication à la fin du Moyen Âge, avec les agglomérations de Grasse et de Vence, la zone du baou joue aujourd'hui le rôle de barrière entre le littoral et l'arrière-pays, traversée en quelques points seulement (col de Vence, gorges du Loup, Grasse).

## Activités

### Fréquentation générale du site
Des exercices de comptage et de sensibilisation ont été réalisés en 2011, 2012, 2013 et 2014 par des employés du parc naturel régional des Préalpes d'Azur. Il est établi lors de ces exercices que la fréquentation moyenne journalière du site est d'environ 60 personnes, et que leurs activités principales sont la randonnée, puis de manière anecdotique, le trail et le vélo tout terrain.

### Tourisme et patrimoine
Au pied des falaises du baou se trouve une petite église du XVe siècle, dont le nom officiel est la chapelle Notre-Dame ou Notre-Dame des Champs, mais dont l'appellation populaire est Notre-Dame des Baous. En poursuivant le long de la face du baou, en direction du nord-ouest, on peut découvrir les grottes Saint-Michel : des traces d'aménagement humain y sont visibles (autel, porte, meurtrières…), bien que leur histoire demeure peu documentée. Sur le plateau sommital, des constructions en pierres sèches à vocation agricole, pastorale et apicole sont visibles. Enfin, un circuit pédestre faisant le tour du baou permet de découvrir un ancien fief seigneurial et sa bergerie, dite bergerie du Castellet.
Au sommet du baou se trouvent une table d'orientation et un héliport, ce dernier étant réservé aux opérations de secours,.

### Escalade
Le baou est un site d'escalade renommé, avec 470 voies réparties sur 17 secteurs. Les cotations des voies vont du 3a au 8a+. L'escalade sur le Baou a commencé à se populariser durant la Seconde Guerre mondiale. En effet, l'accès aux vallées du massif du Mercantour étant fermé, les alpinistes de la région niçoise s’entraînent sur le baou.
Le baou dispose de plusieurs secteurs équipés de voies de type « couenne », comme celui des Sources, de la Cagnes, ou encore les différents Ressauts. De plus, le baou est réputé pour toutes les grandes voies que l'on trouve sur la Grande Face. Ces grandes voies possèdent des équipements anciens, de type terrain d'aventure, donc à compléter par la cordée. On peut pratiquer de l'escalade sur de la fissure-dièdre, de la dalle, des colonnettes, et le baou dispose de murs verticaux, tout comme de dévers, surplombs et même des toits.
Au XXIe siècle des voies d'ampleur continuent d'être ouvertes au baou, comme par exemple Petit toi mystérieux, ouverte en 2017 par Thomas Arfi, Stéphane Benoist et Benjamin Guigonnet,.
Une partie du secteur des Sources est sous surveillance depuis 2022 à la suite de l'effondrement d'un rocher d'une centaine de tonnes.

#### Grandes voies classiques
- La voie Rouge, en face sud-est, la plus accessible des grandes voies du baou[27].
- La Malet, voie ouverte le 24 novembre 1940 par G. Lentulo, Marcel Malet et B. Martin[28].
- L'Innominata, voie ouverte le 29 novembre 1943 par Jean Franco, Karékine Gurékian, Marcel Malet et Paul Revel[29].

### Randonnée
Le baou est un site connu pour ses itinéraires de randonnée. Celles-ci se pratiquent à la journée, et en évitant en général la saison chaude, du fait de l'exposition sud des itinéraires. Le circuit du Castellet est l'un des itinéraires les plus classiques : il permet d'effectuer le tour du baou.
Au sommet du baou se trouve une table d'orientation. Celle-ci affichait historiquement une altitude de 807 m, en désaccord avec l'IGN, lequel fixe l'altitude du baou à 802 m. Cette table d'orientation a fait l'objet d'une restauration en 2011 et la valeur de l'altitude y a été modifiée. La table d'orientation affiche désormais une altitude de 800 m, ce qui demeure donc en désaccord avec l'IGN.

### Trail
Le territoire du baou est également reconnu comme une zone propice à la pratique du trail. Une course nommée « Le Trail des Baous » fut d'ailleurs organisée régulièrement autour du baou, entre 2010 et 2019.

### Slackline
Depuis le milieu des années 2010, le baou est devenu un haut lieu de pratique de la slackline. Des compétitions y sont organisées et des records de niveau mondial sont établis régulièrement,,.

### Protection environnementale
Le baou fait partie du parc naturel régional des Préalpes d'Azur et il fait partie de la zone Natura 2000 « Rivière et gorges du Loup et Préalpes de Grasse ». Le baou est également compris dans la ZNIEFF du « Baou de Saint-Jeannet », et est protégé au titre des directives oiseaux et habitat.

## Dans la culture

### Peinture
Le baou a été représenté par de nombreux artistes peintres. Souvent, la silhouette lointaine du baou apparaît à l'occasion de représentations du pont du Var, lorsque celles-ci sont orientées vers le Nord. Parmi les artistes ayant exécuté des œuvres dans lesquelles le baou apparaît figurent Albanis Beaumont, Joseph Fricero, Jacques Guiaud, Hercule Trachel et Alexis Mossa. Chez Félix Ziem, qui a séjourné à Nice plusieurs fois, le baou est en revanche souvent représenté comme l'un des sujets centraux, dans plusieurs de ses huiles. Parmi les peintres ayant représenté le baou à plusieurs reprises figure également Raoul Dufy, avec plusieurs œuvres datant des années 1920, et Marc Chagall dans des interprétations surréalistes,. Auguste Renoir, enfin, a également fait du baou le sujet central d'une de ses œuvres, acquise par la mairie de Cagnes-sur-Mer en 2018.

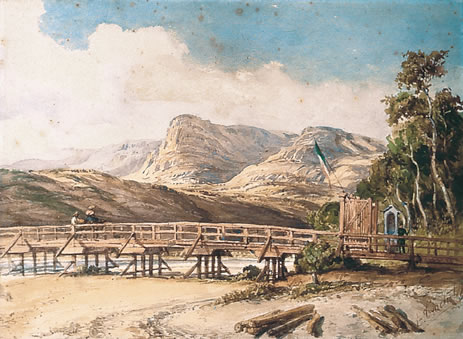
Hercule Trachel, le pont du Var.
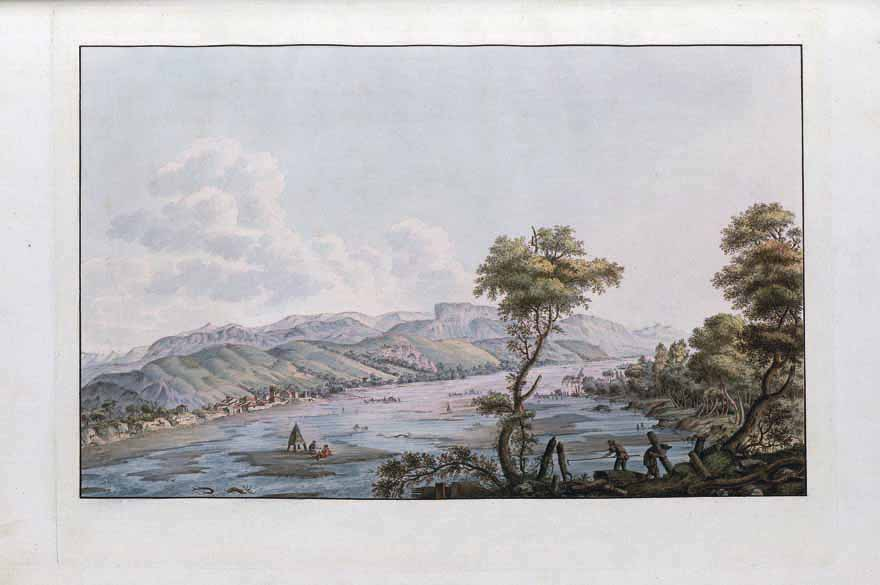
Albanis Beaumont, vue du Var, 1787.
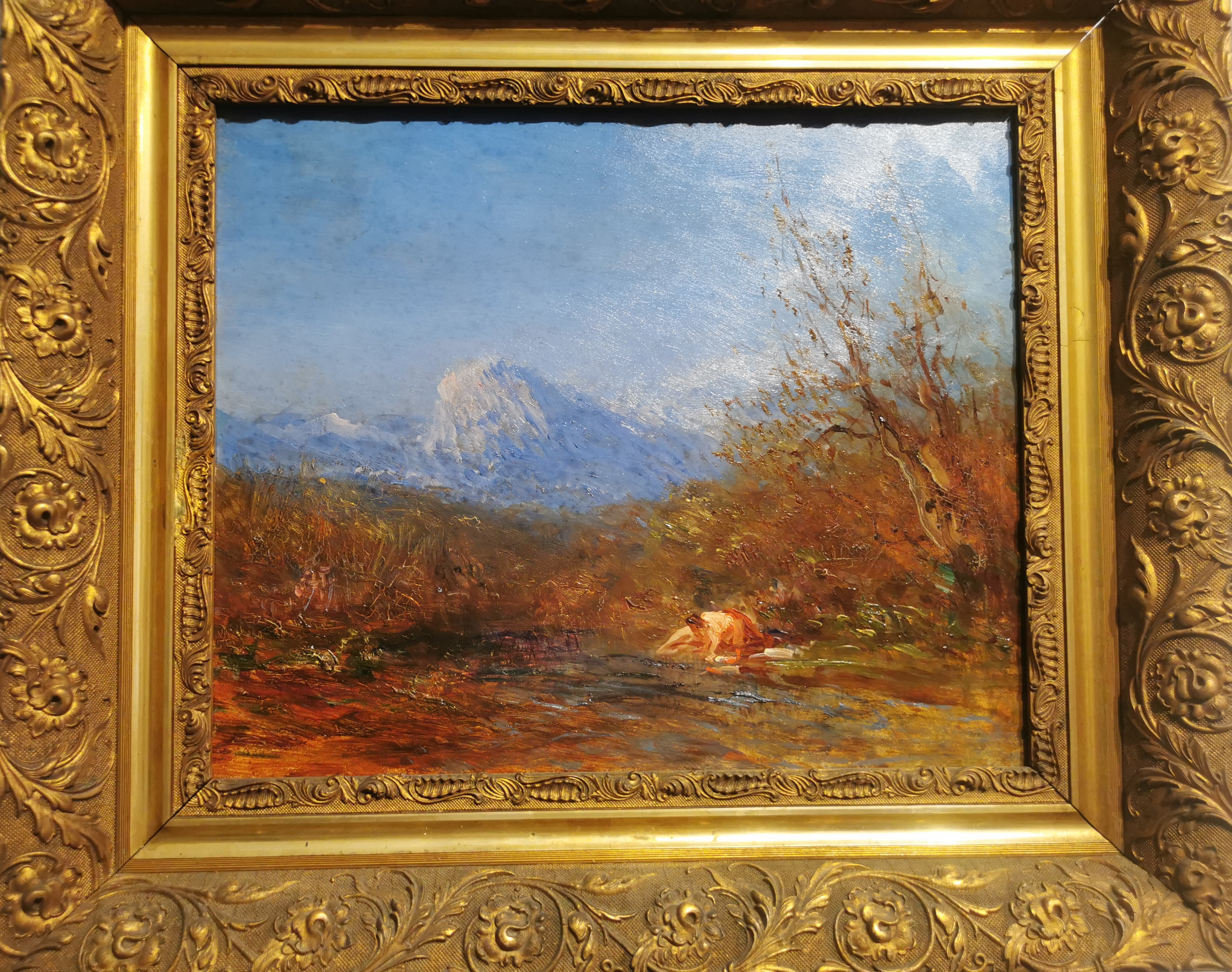
Laveuse au bord de la Cagne, Félix Ziem, XIXe siècle.

### Cinéma
Le film Dévers, a été tourné au baou par Laurent Chevallier en 1981. Il met en scène le grimpeur Patrick Berhault, durant l'ascension d'une voie surplombante.